# Handling (narratologi)
Handlingen (engelska: plot) är detsamma som händelseutvecklingen i en fiktionsberättelse av något slag, som en roman eller film. Till skillnad från ett förlopp i verkligheten är den ofta mer eller mindre medvetet konstruerad för att passa in i en dramaturgisk mall och kunna beskrivas som en enkel historia med tydlig början, mitt och slut.
Handling är ett vagt och tvetydigt begrepp. Det har i vetenskapliga sammanhang definierats på många olika sätt, då det inte lämnats åt sidan som "vardagsspråk". 
Närbesläktade men mer väldefinierade termer är exempelvis intrig och fabel. 